# Patric Leitner
Patric Leitner (n. 23 februarie 1977, Berchtesgaden, Bavaria, Germania) este un sănier ce a reprezentat Germania, medaliat olimpic. A participat la 3 ediții ale Jocurilor Olimpice (2002, 2006, 2010) în care a câștigat o medalie de aur și o medalie de bronz.